# غاريث ويد
غاريث ويد (11 يناير 1991 في المملكة المتحدة - ) (بالإنجليزية: Gareth Wade)‏ هو لاعب كريكت بريطاني. لعب مع نادي مقاطعة نورثامبتونشير للكريكت ‏ وNorthumberland County Cricket Club ‏.

## وصلات خارجية
- غاريث ويد على موقع إي آس بي آن كريك إنفو (الإنجليزية)